# Новокурлакское сельское поселение
Новокурлакское се́льское поселе́ние — муниципальное образование в Аннинском районе Воронежской области Российской Федерации.
Административный центр — село Новый Курлак.

## История
До 1928 года называлось Новокурлакская волость. До начала 1990-х годов — Новокурлакский сельский совет. В настоящее время — Новокурлакское сельское поселение.
До 1928 года в Новокурлакскую волость входили Моховое (Старый Курлак 2-й), Старый Курлак 1-й (Старый Курлак), Хлебородное, Бродовое, посёлок Малый Курлак (Кушлево).
Статус и границы сельского поселения установлены Законом Воронежской области от 15 октября 2004 года № 63-ОЗ «Об установлении границ, наделении соответствующим статусом, определении административных центров отдельных муниципальных образований Воронежской области».

## Население
| 2000  | 2005  | 2010  | 2012  | 2013  | 2014  | 2015  | 2016  | 2017  |
| ----- | ----- | ----- | ----- | ----- | ----- | ----- | ----- | ----- |
| 1932  | ↘1751 | ↘1348 | ↘1322 | ↘1280 | ↘1268 | ↘1251 | ↘1205 | ↘1178 |
| 2018  | 2019  | 2020  | 2021  |       |       |       |       |       |
| ↘1163 | ↘1141 | ↘1122 | ↘1090 |       |       |       |       |       |

## Состав сельского поселения
| № | Населённый пункт | Тип населённого пункта       | Население |
| - | ---------------- | ---------------------------- | --------- |
| 1 | Кушлев           | посёлок                      | ↘45       |
| 2 | Моховое          | село                         | ↘357      |
| 3 | Новый Курлак     | село, административный центр | ↘585      |
| 4 | Светлый Путь     | посёлок                      | ↘0        |
| 5 | Старый Курлак    | село                         | ↘361      |